# Blåberget vid Persbo
Blåberget vid Persbo är ett naturreservat i Hedemora kommun i Dalarnas län.
Området är naturskyddat sedan 2011 och är 45 hektar stort. Reservatet består av hällmarkstallskog med gamla, stora enar.